# Dotyk (powieść)
Dotyk (tytuł oryginalny Touch) – opublikowana w 2011 (pierwsze wydanie polskie: 2013) powieść kanadyjskiego autora Alexiego Zentnera, utrzymana w stylistyce realizmu magicznego. Nominowana między innymi do nagród Scotiabank Giller Prize i IMPAC Dublin Literary Award.

## Fabuła
Autor przedstawia dzieje wyimaginowanej osady Sawgamet, ukrytej głęboko w leśnych ostępach na północnym zachodzie Kanady. Narratorem jest pastor Stephen, który po latach wraca do swojego rodzinnego miasteczka, aby objąć anglikańską parafię i doglądać konającej matki. Podczas prac nad mową pogrzebową sięga pamięcią do młodości spędzonej w odciętej od świata mieścinie.
Jedną z najważniejszych postaci w życiu młodego Stephena był jego dziadek Jeannot – twardy i uparty mężczyzna, który przed wielu laty założył osadę, wiedziony chęcią wydarcia rzece Sawgamet kryjącego się w niej złota. Autor przedstawia proces powstania leśnej osady poszukiwaczy złota oraz jej dalszy rozwój w niewielkie miasteczko zaludnione przez drwali. Mieszkańcy Sawgamet ciężko pracują przez całe lato, by przygotować się na srogie, kanadyjskie zimy. Zmaganiom z siłami przyrody towarzyszy lęk przed kryjącymi się ponoć w kniei potworami ze starych indiańskich legend. Otaczający miasteczko las przedstawiony jest jako niezbadana siła, która potrafi wymierzać ludziom sprawiedliwość.
Powieść Zentnera stanowi hołd dla ludowej tradycji przekazów ustnych. Historię rodziny Stephena czytelnik poznaje z relacji różnych postaci, powtarzanych następnie przez narratora w porządku wyznaczanym zmiennym tokiem jego myśli, bez zachowania chronologii.